# Pristimantis orestes
Pristimantis orestes es una especie de anfibio anuro de la familia Craugastoridae.

## Distribución
Esta especie es endémica del sur de Ecuador. Habita en las provincias de Loja, Zamora-Chinchipe, Azuay y Morona-Santiago entre los 2720 y 3120 metros sobre el nivel del mar en la Cordillera Oriental.

## Descripción
Los machos miden 19.8 mm y las hembras 18.1 a 27.2 mm.

## Publicación original
- Lynch, 1979 : Leptodactylid frogs of the genus Eleutherodactylus from the Andes of southern Ecuador. Miscellaneous Publication, Museum of Natural History, University of Kansas, n.º 66, p. 1-62[5]